# Доктор Миракль
«До́ктор Мира́кль» (фр. Le Docteur Miracle) — оперетта Жоржа Бизе в одном действии на либретто Людовика Галеви и Léon Battu.
Это произведение Бизе написал в возрасте 18 лет на конкурсе, организованном Жаком Оффенбахом. Он разделил первый приз с Шарлем Лекоком. Премьера оперетты состоялась 9 апреля 1857 года в парижском театре Театр Буфф-Паризьен.
Действие происходит в Падуе в середине девятнадцатого века. Главные действующие лица — мэр Падуи, капитан Сильвио, Вероника (жена мэра) и Лауретта (дочь мэра).
На протяжении многих лет в России это произведение Бизе не исполнялось. Этот пробел был устранён в 2014 году на ежегодном фестивале «Классика OPEN FEST», проходящем в Тольятти, в постановке режиссёра Антона Гопко, сделавшего также эквиритмический перевод либретто. Музыку исполнял Симфонический оркестр Тольяттинской филармонии; в роли дирижёра-постановщика выступил дирижер Пермского академического театра оперы и балета — Валентин Урюпин. Роли исполняли солисты из Тольятти, Самары и Москвы.